# Gordoncillo
Gordoncillo es un municipio y villa española de la provincia de León, en la comunidad autónoma de Castilla y León. Cuenta con una población de 308 habitantes (INE 2024).

## Geografía
El municipio se localiza al sureste de la provincia de León, limítrofe con la provincia de Valladolid y muy cercano a la provincia de Zamora.
Límites
| Noroeste: Fuentes de Carbajal | Norte: Valdemora y Castilfalé | Noreste: Matanza                                                              |
| Oeste: Campazas               |                               | Este: Castrobol (Valladolid) y Mayorga (Valladolid)                           |
| Suroeste Valderas             | Sur: Valderas                 | Sureste: La Unión de Campos (Valladolid) y Urones de Castroponce (Valladolid) |

Orografía
La población se encuentra a unos 750 m de altitud.
Hidrografía
Se encuentra en la ribera del río Cea, pasando junto al núcleo poblacional su afluente el arroyo El Reguero. 
Clima
El clima de Gordoncillo es de tipo Mediterráneo-Continentalizado. Los inviernos suelen ser fríos, siendo infrecuentes las nevadas aunque no las heladas, que suelen darse varios días al año. Los veranos son calurosos y secos.

## Historia
Gordoncillo consta de un único núcleo de población cuya historia se remonta muchas centurias atrás, estando ante una característica villa de repoblación documentada a comienzos del siglo XI, aunque es posible que sea algo anterior. 
Su origen medieval se refleja en la trama urbana, apiñada y centralizada en torno a la plaza Mayor.

## Demografía
| Gráfica de evolución demográfica de Gordoncillo entre 1842 y 2021 |
| |
| Población de derecho según los censos de población del INE Población de hecho según los censos de población del INE Entre el censo de 1857 y el anterior disminuye el término del municipio porque independiza a Campazas y Fuentes de Carbajal |

## Economía
La base económica de Gordoncillo es el sector primario. A la espera de la llegada del regadío, los cultivos agrícolas de Gordoncillo son de secano, principalmente cerealistas y vitivinícolas. Ambos han basado desde siglos la economía de los gordoncillenses, aunque el viñedo estuvo a punto de perderse tras la plaga de la filoxera a comienzos del siglo XX. La ganadería, especialmente la ovina, también ha tenido gran tradición, especialmente por atravesar el término municipal el histórico cordel de La Zamorana, manteniéndose actualmente algunos rebaños.
Vino
Tras la filoxera que arrasó el viñedo de Gordoncillo hacia 1906, la producción de vino en la localidad no logró recuperarse hasta la década de 1920. Desde entonces, nuevos cosecheros dieron impulso a este sector, que llegó a vivir sus años de esplendor en las décadas posteriores. Pero a partir de 1960 debido a la emigración y a otros factores, el cultivo de la vid fue reduciéndose en Gordoncillo hasta prácticamente desaparecer, quedando apenas unos majuelos para el consumo doméstico de algunas familias.
Un nuevo impuso al viñedo se inició en los años 1990, estando Gordoncillo incluido en la región vitivinícola Tierra de León que ha sido reconocida como Denominación de Origen desde 2007. En estos momentos, la única bodega elaboradora de vino en el municipio es Gordonzello, S.A., sociedad fundada en 1996 por 101 viticultores y que cuenta con 305 hectáreas de terreno; su moderna bodega se construyó en 2002.
Las variedades principales que se cultivan en Gordoncillo son el Albarín y el Verdejo como blancas y el Prieto Picudo como tinta.

## Comunicaciones
Por el término municipal de Gordoncillo pasan las siguientes carreteras:
| Identificador | Denominación                                                                                 | Itinerario                                                                                                 | Longitud (km) |
| ------------- | -------------------------------------------------------------------------------------------- | --- | ------------- |
| LE-512        | Carretera Autonómica de Mansilla de las Mulas a Villalpando                                  | Mansilla de las Mulas - Palanquinos - Valencia de Don Juan - Valderas - Villanueva del Campo - Villalpando | 79,900        |
| LE-542        | Carretera Autonómica de Valderas a L.P. Valladolid (dirección Castrobol-Mayorga por VA-530 ) | Valderas - Gordoncillo                                                                                     | 6,100         |

## Patrimonio
Museo en la fábrica de harinas

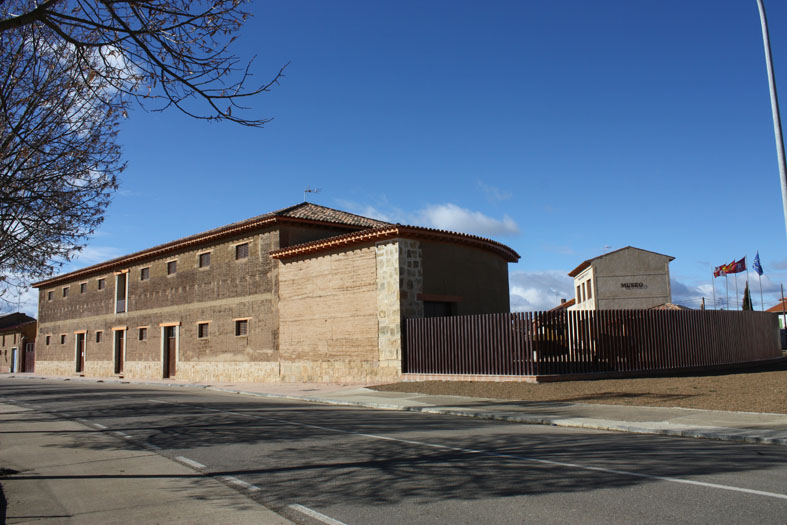
Museo de la Fábrica de Harinas de Gordoncillo

Inaugurado el 9 de agosto de 2014; esta instalación cultural se ubica en un antiguo conjunto industrial formado por la fábrica de harinas Marina Luz, su almacén principal o panera, la casa del molinero y otras edificaciones a lo largo de 3100 m².
La fábrica de harinas Marina Luz fue abierta en 1936 por el médico y empresario Germán García Luengos, aunque el edificio que se conserva actualmente es el levantado tras el incendio de la harinera el 6 de marzo de 1944; la nueva fábrica fue montada por la casa suiza Bühler y estuvo molturando trigo panificable hasta 1965.
Frente a la fábrica, en 1937-38 se construyó una panera o granero horizontal, de dos pisos. Este edificio tiene sus muros de tierra, construidos mediante la técnica del tapial y del adobe, con cubierta a cuatro aguas o de copete realizada con madera de chopo del país y teja curva. Aunque perteneció a los propietarios de la Fábrica de Harinas, que almacenaban los sacos de productos terminados en el piso superior, desde su apertura la planta baja estuvo arrendada al Servicio Nacional del Trigo. Actualmente ha sido rehabilitada y su piso bajo se ha adaptado como salón de actos o auditorio, dotado de camerinos y un amplio escenario para poder realizar conciertos u obras de teatro; la planta de arriba se ha convertido en una sala de exposiciones temporales.
Iglesia de San Juan Degollado

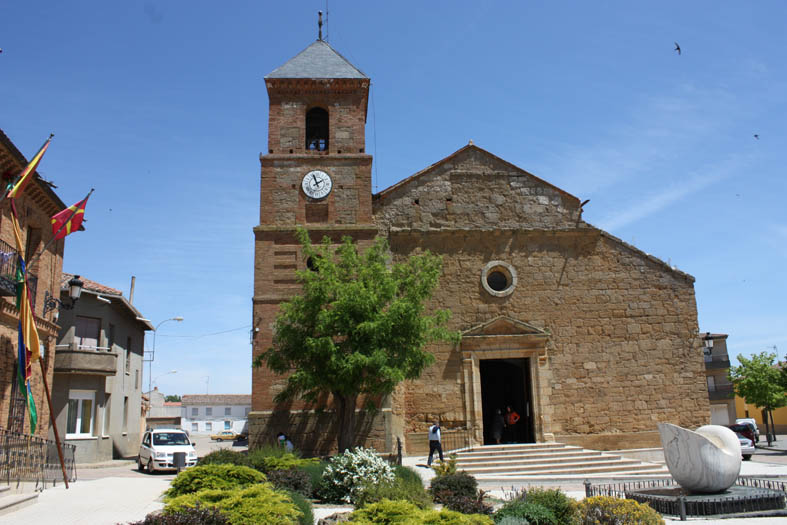
Iglesia parroquial

Es un templo católico dedicado a San Juan Degollado. Se trata de un gran edificio cuya cronología se solapa desde el siglo XV al XX, tras el incendio de la iglesia precedente en 1467. Del exterior destaca su portada herreriana, proyectada en 1597 por el arquitecto Baltasar Gutiérrez, que trabajó en la Catedral de León, estando realizada en piedra como el resto de la fachada principal. También la torre neomudéjar, de cinco cuerpos, construida a comienzos del siglo XX, en 1906, la cual alberga las campanas y el reloj municipal.
El interior del templo es de planta de cruz latina, con naves laterales separadas de la principal o central por arcos de medio punto. En el suelo pueden verse aun restos de lápidas sepulcrales. Las cubiertas, que en su día fueron armaduras de madera, se abovedaron en el siglo XVIII. La cabecera o capilla mayor es cuadrada, separada del resto de la nave central mediante un gran arco toral de medio punto apoyado en semicolumnas toscanas. Arquitectónicamente, la parte más destacable de la iglesia es la llamada capilla de los Mártires en la nave del Evangelio, construcción de estilo gótico hispano-flamenco del siglo XV, cubierta con bóveda de crucería que no llega a ser estrellada pero que muestra nervios diagonales, ligaduras y terceletes, con cinco claves en las que figuran distintos motivos heráldicos.
En cuanto a las obras escultóricas que posee la parroquia, el altar mayor lo preside un retablo neoclásico de 1791, mandado hacer por el Obispo Cuadrillero, obra del benaventano Lorenzo Ibán y dorado por Pedro Rodríguez, de tres calles y curiosa planta cóncava. A ambos lados del presbiterio se encuentran otros dos retablos, de un solo cuerpo y del siglo XVII, procedentes de la Catedral de León, desde donde se trajeron en 1906. Las capillas laterales también poseen retablos, de estilos churrigueresco y prechurrigueresco. Las tallas más antiguas, del siglo XVI, se guardan en la sacristía: un Crucificado procedente del despoblado de Retuerto y una Virgen o Santa mutilada, de estilo hispano flamenco, llamada popularmente la bien vestida.
Casa consistorial
El edificio del Ayuntamiento es una obra de 1900, con una fachada de ladrillo macizo sobre zócalo de piedra. Destaca en ella la decoración hecha con el propio ladrillo a modo de resaltes, denticulados, cornisas y ménsulas. Sobre piedra se ha esculpido el escudo municipal, aprobado en 1994, cuyos blasones resumen algunos hitos de la historia local.
Plaza Mayor
Tanto la iglesia parroquial como la casa consistorial se encuentran en la plaza Mayor, un amplio espacio abierto en pleno centro de la población y que todavía conserva algún edificio porticado como herencia de su primitiva estructura destinada a cobijar a mercaderes y feriantes siglos atrás. Actualmente la plaza Mayor, además de ser el centro urbano y de servicios, sigue manteniendo esas funciones socioeconómicas pues en ella se celebra mercado semanal todos los sábados por la mañana y la feria del vino en el mes de agosto.
Esculturas públicas
En distintos lugares del municipio de Gordoncillo existen monumentos o esculturas públicas:
- Monumento a San Roque: escultura sobre pedestal realizado por la Escuela Taller de Toro (Zamora) en 1997 con piedra de Villamayor (Salamanca).
- Escultura La Semilla: obra del artista Luis Hernando Rivera esculpida en mármol blanco de Carrara. Desde el 6 de diciembre de 1997 preside la plaza Mayor de Gordoncillo, entre el Ayuntamiento y la parroquia, plantada gracias al proyecto cultural europeo denominado Artecampos.
- Escultura Nuevos Frutos: obra del colombiano Reinaldo Alfonso Barragán, esculpida en mármol rosa de Portugal y realizada como la anterior dentro del programa cultural Artecampos en este caso en 1998. Representa el esperanzador resurgir del viñedo como motor de riqueza y prosperidad para la comarca.

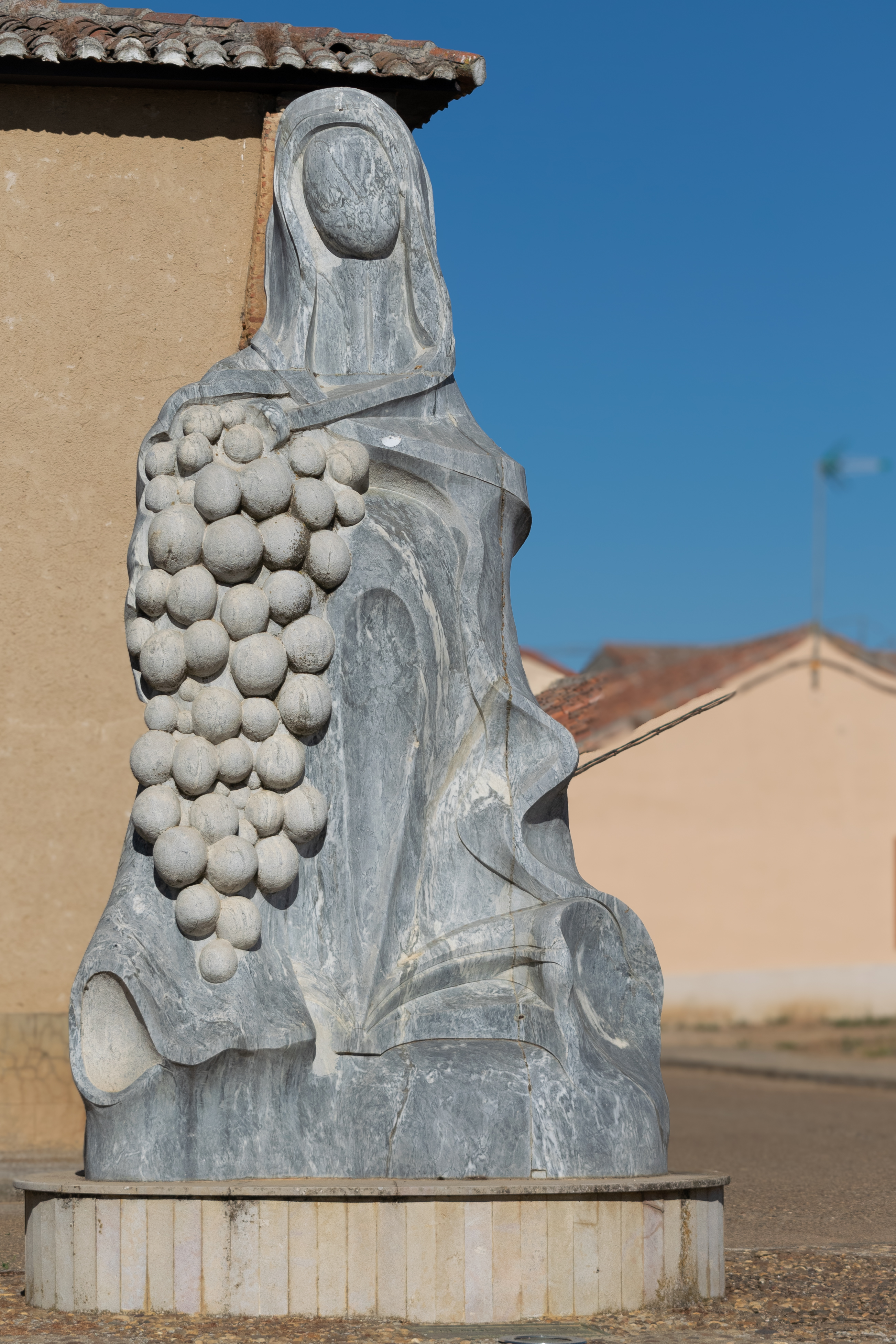
Ntra. Sra. de la Vid, obra del colombiano Reinaldo Alfonso Barragán.

- Ntra. Sra. de la Vid, obra del colombiano Reinaldo Alfonso Barragán.Escultura La Señora de la Vid: es también de una obra del artista Reinaldo Alfonso, inaugurada en 2001 y amadrinada por la escritora Ana María Matute. En este caso está realizada sobre mármol gris de Portugal, pesa 3 toneladas y alcanza una altura de 4 metros. Simboliza la fertilidad del viñedo de Gordoncillo y la comarca.
- Escultura La Vendimiadora: creación del artista Jesús Trapote, realizada en bronce, preside una de las entradas a Gordoncillo. Se trata de un homenaje a la mujer trabajadora de la vid, pues la figura femenina con una mano sostiene un racimo de uvas recién vendimiado, mientras que con la otra otea el horizonte, mirando justamente al nuevo viñedo como esperanza de futuro. Fue inaugurada el 9 de mayo de 2009.

## Ciudades hermanadas
En verano de 2001 quedaron hermanados los municipios de Gordoncillo (España) y San Gil (Colombia).[cita requerida]
|                     | País     |  | Región    |  | Localidad |
| Bandera de Colombia | Colombia |  | Santander |  | San Gil   |
| ------------------- | -------- |  | --------- |  | --------- |